# Notre-Dame-de-Bliquetuit
Pour les articles homonymes, voir Notre-Dame.
Ne doit pas être confondu avec Saint-Nicolas-de-Bliquetuit.
Notre-Dame-de-Bliquetuit est une commune française située dans le département de la Seine-Maritime en région Normandie.

## Géographie

### Localisation
|                   |                          | Seine, Rives-en-Seine |
| Arelaune-en-Seine | Notre-Dame-de-Bliquetuit |                       |
|                   | La Mailleraye-sur-Seine  |                       |

Notre-Dame-de-Bliquetuit est une des cinq communes formant la presqu'île de Brotonne, vaste méandre de la Seine occupé par la forêt de Brotonne.
Elle fait partie des rares communes de la partie occidentale de la vallée de Seine (entre Rouen et le Havre) à être située dans le département de la Seine-Maritime, tout en se trouvant sur la rive gauche de la Seine dans le Roumois.

### Hydrographie
La commune est située dans le bassin Seine-Normandie. Elle est drainée par la Seine,.
La Seine, qui prend sa source à Source-Seine, en Côte-d'Or, sur le plateau de Langres, traverse le département avec de larges méandres sur son flanc sud et se jette dans la Manche entre Le Havre et Honfleur. 

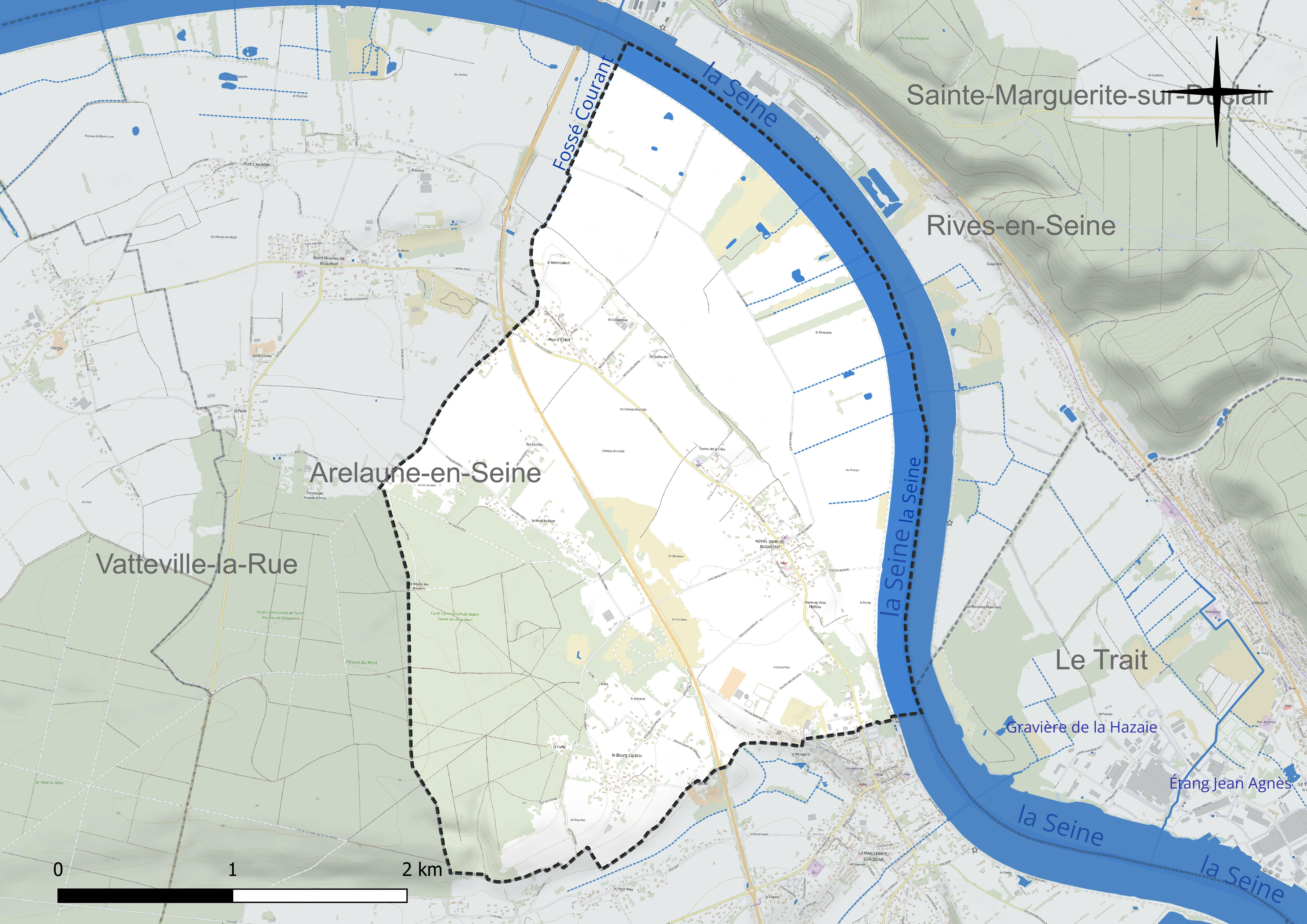
Réseau hydrographique de Notre-Dame-de-Bliquetuit.

### Climat
Pour des articles plus généraux, voir Climat de la Normandie et Climat de la Seine-Maritime.
En 2010, le climat de la commune est de type climat océanique altéré, selon une étude du CNRS s'appuyant sur une série de données couvrant la période 1971-2000. En 2020, Météo-France publie une typologie des climats de la France métropolitaine dans laquelle la commune est exposée à un climat océanique et est dans la région climatique Côtes de la Manche orientale, caractérisée par un faible ensoleillement (1 550 h/an) ; forte humidité de l’air (plus de 20 h/jour avec humidité relative > 80 % en hiver), vents forts fréquents. Parallèlement le GIEC normand, un groupe régional d’experts sur le climat, différencie quant à lui, dans une étude de 2020, trois grands types de climats pour la région Normandie, nuancés à une échelle plus fine par les facteurs géographiques locaux. La commune est, selon ce zonage, exposée à un « climat contrasté des collines », correspondant au Pays d’Auge, Lieuvin et Roumois, moins directement soumis aux flux océaniques et connaissant toutefois des précipitations assez marquées en raison des reliefs collinaires qui favorisent leur formation.
Pour la période 1971-2000, la température annuelle moyenne est de 10,8 °C, avec une amplitude thermique annuelle de 12,6 °C. Le cumul annuel moyen de précipitations est de 778 mm, avec 11,7 jours de précipitations en janvier et 8,1 jours en juillet. Pour la période 1991-2020, la température moyenne annuelle observée sur la station météorologique la plus proche, située sur la commune de Jumièges à 8 km à vol d'oiseau, est de 12,2 °C et le cumul annuel moyen de précipitations est de 843,5 mm,. Pour l'avenir, les paramètres climatiques de la commune estimés pour 2050 selon différents scénarios d’émission de gaz à effet de serre sont consultables sur un site dédié publié par Météo-France en novembre 2022.

## Urbanisme

### Typologie
Au 1er janvier 2024, Notre-Dame-de-Bliquetuit est catégorisée commune rurale à habitat dispersé, selon la nouvelle grille communale de densité à sept niveaux définie par l'Insee en 2022.
Elle appartient à l'unité urbaine d'Arelaune-en-Seine, une agglomération intra-départementale regroupant deux  communes, dont elle est une commune de la banlieue,,. La commune est en outre hors attraction des villes,.

### Occupation des sols
L'occupation des sols de la commune, telle qu'elle ressort de la base de données européenne d’occupation biophysique des sols Corine Land Cover (CLC), est marquée par l'importance des territoires agricoles (66,6 % en 2018), en diminution par rapport à 1990 (69,2 %). La répartition détaillée en 2018 est la suivante : 
terres arables (39,4 %), forêts (18,7 %), zones agricoles hétérogènes (15,1 %), prairies (12,1 %), eaux continentales (7,7 %), zones urbanisées (7 %). L'évolution de l’occupation des sols de la commune et de ses infrastructures peut être observée sur les différentes représentations cartographiques du territoire : la carte de Cassini (XVIIIe siècle), la carte d'état-major (1820-1866) et les cartes ou photos aériennes de l'IGN pour la période actuelle (1950 à aujourd'hui).

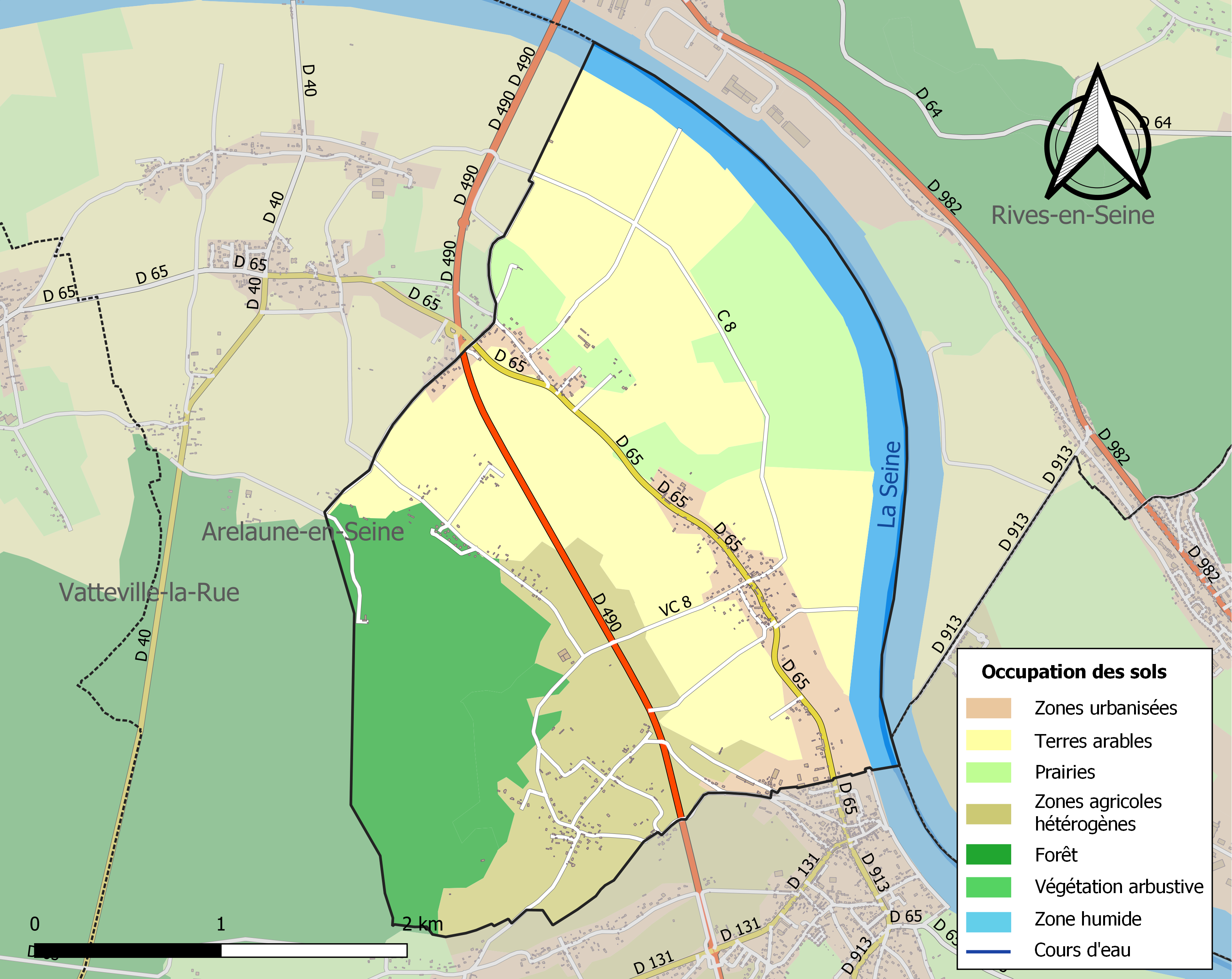
Carte des infrastructures et de l'occupation des sols de la commune en 2018 (CLC).

## Toponymie
Le nom de la localité est attesté sous les formes Belinguetuith vers 1025, Belinguetuith vers 1080, Belingetuit en 1163, Blingetuit en 1137-1150, Belinguetuit en 1172-1178, Blinquetuit 1198, Blinguetuit en 1250, Bliquetuit en 1332.
Il s'agit d'une formation toponymique médiévale en -tuit « essart », terme issu du norrois þveit « clairière » (> anglais thwaite, même sens). La graphie thuit est privilégiée lorsque cet élément apparait à l'initiale ou isolé. La signification des Thuit, Thuit- / -tuit normands est plus spécifiquement « défrichement d'espace boisé, essart »; ce qui est conforme à la situation de Bliquetuit en lisière de la forêt de Brotonne.
Comme c'est parfois le cas dans les formations en -tuit, le premier élément Blique- semble représenter un anthroponyme. Il s'agit peut-être du nom de personne anglo-saxon Baedling que l'on rencontre dans Badlingham (Cambridge, Belincgesham vers 1080) ou encore dans Bellingham.  Cependant, les formes anciennes de ces deux toponymes anglais ne permettent pas d'avoir recours à cet anthroponyme anglo-saxon, en effet Bellincgesham vers 1080, n'est pas *Baedlingesham et Bellingham est attesté sous les formes Beringa Hammes en 973, puis Beringaham en 998. Ce dernier s'explique d'ailleurs par le nom de personne anglo-saxon *Bera, variante de Bero, suivi du suffixe de parentèle -inga. En revanche, l'élément Blique- (< Belingue-) est similaire au vieil anglais bellynge « brame (du cerf) », dont l'asssociation avec -tuit a du sens : « clairière du brame (du cerf) ».
L'évolution phonétique est pertinente : Belingue- > Blingue- > Blique- (par dénasalisation de /ɛ̃/ > /i/ et par durcissement de /g/ > /k/).
Notre-Dame, le vocable désigne la Vierge Marie.

## Politique et administration
| Période                                  | Période                    | Identité        | Étiquette | Qualité |
| ---------------------------------------- | -------------------------- | --------------- | --------- | --- |
| Les données manquantes sont à compléter. |                            |                 |           | |
| mars 2001                                | mars 2008                  | Roger Berry     |           | |
| mars 2008                                | En cours (au 10 août 2020) | Fabienne Duparc |           | Assistante administrative Vice-présidente de la CA Caux Seine Agglo (2020 → ) Réélu pour le mandat 2020-2026, |

## Population et société

### Démographie

#### Évolution démographique
L'évolution du nombre d'habitants est connue à travers les recensements de la population effectués dans la commune depuis 1793. Pour les communes de moins de 10 000 habitants, une enquête de recensement portant sur toute la population est réalisée tous les cinq ans, les populations de référence des années intermédiaires étant quant à elles estimées par interpolation ou extrapolation. Pour la commune, le premier recensement exhaustif entrant dans le cadre du nouveau dispositif a été réalisé en 2005.

En 2022, la commune comptait 824 habitants, en évolution de +10,01 % par rapport à 2016 (Seine-Maritime : +0,35 %, France hors Mayotte : +2,11 %).
| 1793 | 1800 | 1806 | 1821 | 1831 | 1861 | 1876 | 1881 | 1886 |
| ---- | ---- | ---- | ---- | ---- | ---- | ---- | ---- | ---- |
| 581  | 600  | 629  | 631  | 564  | 588  | 450  | 424  | 411  |

| 1891 | 1896 | 1901 | 1906 | 1911 | 1921 | 1926 | 1931 | 1936 |
| ---- | ---- | ---- | ---- | ---- | ---- | ---- | ---- | ---- |
| 372  | 356  | 365  | 354  | 330  | 353  | 331  | 309  | 339  |

| 1946 | 1954 | 1962 | 1968 | 1975 | 1982 | 1990 | 1999 | 2005 |
| ---- | ---- | ---- | ---- | ---- | ---- | ---- | ---- | ---- |
| 382  | 401  | 386  | 393  | 413  | 469  | 504  | 559  | 629  |

| 2006 | 2010 | 2015 | 2020 | 2022 | - | - | - | - |
| ---- | ---- | ---- | ---- | ---- | - | - | - | - |
| 628  | 693  | 744  | 808  | 824  | - | - | - | - |

#### Pyramide des âges
En 2018, le taux de personnes d'un âge inférieur à 30 ans s'élève à 34,7 %, soit en dessous de la moyenne départementale (36,5 %). De même, le taux de personnes d'âge supérieur à 60 ans est de 23,4 % la même année, alors qu'il est de 26,0 % au niveau départemental.
En 2018, la commune comptait 374 hommes pour 398 femmes, soit un taux de 51,55 % de femmes, légèrement inférieur au taux départemental (51,90 %).
Les pyramides des âges de la commune et du département s'établissent comme suit.
| Hommes | Classe d’âge | Femmes |
| ------ | ------------ | ------ |
| 0,8    | 90 ou +      | 0,5    |
| 6,4    | 75-89 ans    | 6,0    |
| 16,9   | 60-74 ans    | 16,4   |
| 21,2   | 45-59 ans    | 19,5   |
| 23,0   | 30-44 ans    | 20,4   |
| 13,8   | 15-29 ans    | 13,9   |
| 18,1   | 0-14 ans     | 23,3   |

| Hommes | Classe d’âge | Femmes |
| ------ | ------------ | ------ |
| 0,7    | 90 ou +      | 1,8    |
| 6,7    | 75-89 ans    | 9,6    |
| 16,7   | 60-74 ans    | 18     |
| 19,4   | 45-59 ans    | 19     |
| 18,5   | 30-44 ans    | 17,5   |
| 19,2   | 15-29 ans    | 17,4   |
| 18,9   | 0-14 ans     | 16,7   |

## Culture locale et patrimoine

### Lieux et monuments
La commune compte un monument historique :
- L’église Notre-Dame, classée par arrêté du 3 février 1923[28].

Autres lieux et monuments :
- La maison du parc naturel régional des Boucles de la Seine normande est une ancienne ferme à colombages et toit de tuile à la sortie du hameau de l'Église.
- Le pont de Brotonne est situé, rive gauche de la Seine, sur la commune voisine Saint-Nicolas-de-Bliquetuit par contre la départementale, voie d'accès au pont, coupe la commune en deux.